# هيدي لوكاس
هيدي لوكاس (بالإنجليزية: Heidi Lucas)‏ هي ممثلة أمريكية، ولدت في 3 يونيو 1977.

## وصلات خارجية
- هيدي لوكاس على موقع IMDb (الإنجليزية)
- هيدي لوكاس على موقع قاعدة بيانات الفيلم (الإنجليزية)